# Whitley (Cheshire)
Pour les articles homonymes, voir Whitley.
Whitley est une paroisse civile du Cheshire, en Angleterre.